# Los Adaes

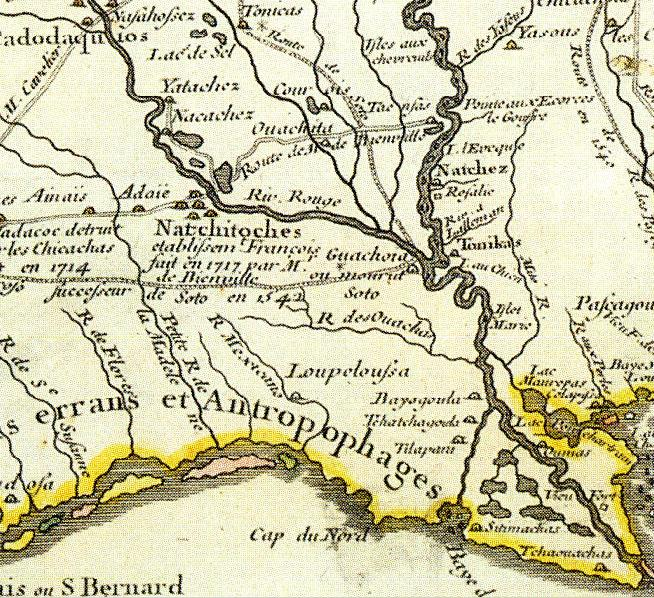
La prima mappa a rappresentare un insediamento di Adais (Adaie), mostrato a ovest di un gruppo di villaggi di Natchitoches. Disegnato nel 1718 da Guillaume Delisle

Los Adaes fu la capitale del Texas spagnolo (Tejas) sulla frontiera nord-orientale della Nuova Spagna dal 1729 al 1770. Comprendeva una missione, San Miguel de Cuéllar de los Adaes, e un presidio, Nuestra Señora del Pilar de Los Adaes (Nostra Signora del Pilar dell'Adaes). Il nome Adaes rappresenta il popolo indigeno Adai, che doveva essere servito dalla missione.
Il sito, ora conservato nel Los Adaes State Historic Site gestito dallo stato del Texas, si trova sulla Louisiana Highway 485 nell'attuale parrocchia di Natchitoches, in Louisiana. È stato designato come monumento storico nazionale nel 1986.

## Storia
Sebbene la Spagna rivendicasse gran parte della costa del Golfo del Messico come parte del suo territorio coloniale, ignorò in gran parte la regione a est del Rio Grande per tutto il XVII secolo. Nel 1699 furono istituiti forti francesi nella baia di Biloxi e sul fiume Mississippi, ponendo fine al controllo esclusivo della Spagna sulla costa del Golfo. Gli spagnoli riconobbero che l'invasione francese poteva minacciare altre aree spagnole e ordinarono la rioccupazione del Texas come cuscinetto tra la Nuova Spagna e gli insediamenti francesi in Louisiana.
Il 12 aprile 1716, una spedizione guidata da Domingo Ramon lasciò San Juan Bautista per il Tejas, con l'intenzione di stabilire quattro missioni e un presidio. Allo stesso tempo, i francesi stavano costruendo un forte a Natchitoches, avendo fondato la città nel 1714. Gli spagnoli risposero fondando altre due missioni a ovest di Natchitoches, tra cui San Miguel de los Adaes (per un totale di sei missioni nella regione). Le ultime due missioni si trovavano in un'area contesa; La Francia sosteneva che il fiume Sabine fosse il confine occidentale della Louisiana coloniale, mentre la Spagna sosteneva che il fiume Rosso fosse il confine orientale del Texas coloniale, lasciando una sovrapposizione di 72 km.
Nel 1719, le potenze europee si imbarcarono nella Guerra della Quadruplice Alleanza. Nel giugno 1719, 7 francesi di Natchitoches presero il controllo della missione di San Miguel de los Adaes dal suo unico difensore, che non sapeva che le nazioni erano in guerra. I soldati francesi dissero ai presenti che stavano arrivando altri 100 soldati; i coloni spagnoli, i missionari e i soldati rimasti abbandonarono la zona e fuggirono a San Antonio.
Il marchese de San Miguel de Aguayo si offrì volontario per riconquistare il Texas spagnolo e radunò un esercito di 500 soldati. Nel luglio 1721 Aguayo raggiunse il fiume Neches. La sua spedizione incontrò una forza francese in rotta per attaccare San Antonio de Bexar, ma i francesi, in inferiorità numerica, decisero di ritirarsi in Louisiana. Aguayo ordinò quindi la costruzione di un nuovo presidio, Nuestra Señora del Pilar de Los Adaes, situato vicino all'attuale Robeline in Louisiana, a soli 19 km da Natchitoches. Il nuovo forte divenne la prima capitale del Texas spagnolo, ed era sorvegliato da 6 cannoni e da una guarnigione di 100 soldati. Vennero riaperte tutte e sei le missioni del Tejas orientale, sotto la protezione del nuovo presidio.
La Spagna scoraggiò la produzione agricola nelle sue colonie e limitò il commercio di merci spagnole gestite da mercanti spagnoli e trasportate su navi spagnole. La maggior parte dei porti, compresi tutti quelli del Texas, vennero chiusi alle navi commerciali nella speranza di dissuadere i contrabbandieri. Per legge, tutte le merci destinate al Texas dovevano essere spedite a Vera Cruz e poi trasportate oltre le montagne a Città del Messico prima di essere spedite in Texas. Ciò rese le merci molto costose negli insediamenti del Texas. A causa della grande distanza tra Los Adaes e il resto delle porzioni popolate del Texas spagnolo, i coloni della zona si rivolgevano più spesso ai coloni francesi della vicina Natchitoches, in Louisiana, per il commercio. Senza molti beni da commerciare, tuttavia, i missionari e i coloni spagnoli avevano poco da offrire agli indiani, che rimasero fedeli ai commercianti francesi.
Poiché i coloni spagnoli nella zona non riscontrarono ostilità da parte dei nativi americani, dal momento che il locale traduttore dei caddo era cordiale, i missionari francescani ebbero successo nel convertire la popolazione locale al cattolicesimo. Dopo molti anni di frustrazione al riguardo, nel 1768, il Collegio di Nuestra Señora de Guadalupe de Zacatecas, che era il garante dei missionari a Los Adaes, richiamò i suoi missionari e la missione venne chiusa.
Il 3 novembre 1762, come parte del Trattato di Fontainebleau, la Francia cedette alla Spagna la porzione della Louisiana a ovest del fiume Mississippi. Con la Francia non più una minaccia per gli interessi nordamericani della Spagna, la monarchia spagnola incaricò il marchese de Rubi di ispezionare tutti i presidi sulla frontiera settentrionale della Nuova Spagna e di formulare raccomandazioni per il futuro. Rubi raccomandò che il Texas orientale fosse completamente abbandonato, con tutta la popolazione che si trasferiva a San Antonio. Con la Louisiana sotto il controllo spagnolo, non c'era bisogno che Los Adaes risiedesse così vicino a Natchitoches, specialmente dopo che le missioni si erano trasferite a San Antonio. Nell'agosto 1768, il governatore in carica, Juan María Vicencio, Baron de Ripperdá, trasferì il suo quartier generale e la guarnigione a San Antonio, che nel 1772 divenne la nuova capitale del Texas spagnolo.
I coloni che vivevano vicino a Los Adaes furono costretti a stabilirsi a San Antonio, nel 1773. Nei sei anni tra l'ispezione e la rimozione dei coloni, la popolazione del Texas orientale era aumentata da 200 coloni di origine europea a 500 persone, un misto di spagnoli, francesi, indiani e alcuni neri. Ai coloni furono dati solo cinque giorni per prepararsi al trasferimento a San Antonio. Molti di loro perirono durante il viaggio di tre mesi e altri subito dopo il loro arrivo.
Dopo accese proteste, gli ex residenti del Texas orientale furono autorizzati a lasciare San Antonio l'anno successivo (1774), ma non fu loro permesso di localizzarsi oltre il fiume Trinity, a 282 km da Natchitoches. Nel 1779, i Comanche iniziarono a razziare il nuovo insediamento. Gli ex coloni di Los Adaes scelsero di trasferirsi più a est nella vecchia missione di Nacogdoches, dove fondarono la città con lo stesso nome. La nuova città divenne ben presto un punto di passaggio per il contrabbando.
Il sito di Los Adaes è stato dichiarato monumento storico nazionale nel 1986. È un sito sul sentiero storico nazionale El Camino Real de los Tejas.

## Oggi

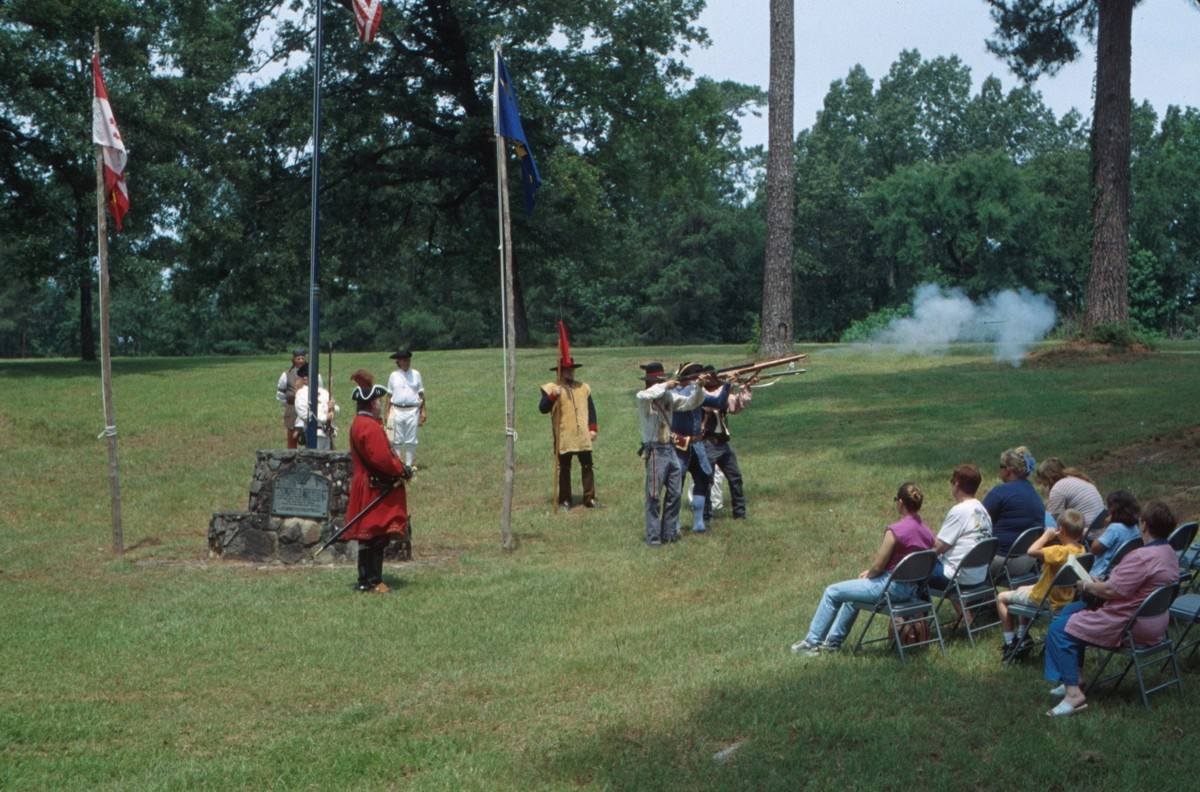
Persone che eseguono un saluto con la pistola nell'attuale sito storico.

Oggi il sito di Los Adaes è il  sito si trova vicino alla città di Robeline, in Louisiana. Il sito di Los Adaes ha dimostrato di essere uno dei siti archeologici più importanti degli Stati Uniti per lo studio della cultura coloniale spagnola.
Il dottor Hiram F. "Pete" Gregory Jr., un archeologo della vicina Northwestern State University, ha condotto scavi storici nel  presidio dagli anni 1960 agli anni 1980. Negli anni 1990, lo stato ha nominato il dottor George Avery nella nuova posizione di archeologo della stazione dell'area commemorativa dello stato di Los Adaes (come veniva chiamata all'epoca). In questa veste, Avery ha contribuito. Da allora Los Adaes ha perso la sua posizione di archeologo della stazione, tuttavia, Avery, Gregory e altri archeologi specializzati nelle terre di confine coloniali spagnole continuano ad approfondire la conoscenza di questo avamposto di frontiera. Gregory, in particolare, ha sostenuto la necessità di un maggiore interesse accademico per Los Adaes e per la storia coloniale della Louisiana settentrionale e centrale in generale.